# Saosnes

Saosnes este o comună în departamentul Sarthe, Franța. În 2009 avea o populație de 198 de locuitori.